# زمین‌لرزه ۱۹۶۸ اندونزی
زمین‌لرزه اندونزی  در تاریخ ۱۴ اوت ۱۹۶۸ میلادی، برابر با ‎۲۳ مرداد ۱۳۴۷، ساعت ۲۲:۱۴:۲۰ به زمان یوتی‌سی در اندونزی رخ داد. ژرفای این زلزله ۱۷٫۳ کیلومتر بود. بزرگی آن ۷٫۳ در مقیاس Mw اعلام شده‌است. زمین‌لرزه به وقت محلی در روز پنج‌شنبه، ساعت ۶ روی داده و منطقه زمانی آن یوتی‌سی +۸ بوده‌است .
سازمان زمین‌شناسی آمریکا نیز جای این زمین‌لرزه را در مختصات ۰°۱۲′شمالی ۱۱۹°۴۸′شرقی / ۰٫۲°شمالی ۱۱۹٫۸°شرقی و بزرگی آنرا برابر با ۷٫۴ در مقیاس ریشتر اعلام کرده‌است. ژرفای گزارش شده از سوی این سازمان ۲۳ کیلومتر می‌باشد.
تعداد زخمیان ۵۸ نفر برآورده شده‌است.سونامی نیز در این زلزله گزارش شده‌است.